# 大熊座AN
大熊座AN（AN Ursae Majoris）是位於大熊座的一顆變星。該恆星是目前已知磁場最強的激變變星，強度高達2億3000萬高斯（23KT）。該恆星與武仙座AM都屬於高偏振星。